# Nena Ossa
Elena Ossa Puelma (Santiago, 10 de agosto de 1922-Santiago, 30 de octubre de 2019) fue una periodista y crítica de arte chilena. Entre 1978 y 1990 dirigió el Museo Nacional de Bellas Artes de Chile, siendo la segunda mujer en asumir el cargo.

## Biografía
Nacida en Santiago, Ossa estudió Licenciatura en Historia del Arte en la Universidad de Chile. A lo largo de su carrera, colaboró como periodista y crítica de arte en diversos medios de comunicación, entre ellos la revista Eva, el semanario PEC (Política, Economía, Cultura), y los periódicos El Mercurio y La Nación.
Entre 1970 y 1973 fue corresponsal en Chile de la revista estadounidense National Review. Tras el golpe de Estado en Chile de ese año, ocupó el cargo de Secretaria de Relaciones Culturales en la Secretaría General de Gobierno entre 1974 y 1978, consolidando su experiencia en la gestión cultural. Ese mismo año, sucedió a Lily Garafulic como directora del Museo Nacional de Bellas Artes de Chile donde se mantuvo durante 12 años hasta el regreso de la democracia en 1990.
Su gestión estuvo marcada por la generación de alianzas con el sector privado y promover financiamientos externos para internacionalizar la carrera de artistas y potenciar la marca país de Chile. Organizó exposiciones como la de Robert Rauschenberg en 1985, Leonardo da Vinci en 1988, Salvador Dalí en 1989 y Max Ernst en 1990. También lideró la celebración del centenario del museo en 1980 y el trabajo de reconstrucción del edificio tras el terremoto de 1985.
Falleció en Santiago el 30 de octubre de 2019.

## Publicaciones
- Museo Nacional de Bellas Artes (DIBAM, 1984)
- Dibujos y retratos: Hedi Krasa (Galería Praxis, 1985)
- La mujer chilena en el arte (Editorial Lord Cochrane, 1987)